# Giải bóng đá ngoại hạng Iraq 1975-76
Giải bóng đá ngoại hạng Iraq 1975–76 là mùa giải thứ hai của giải đấu kể từ khi thành lập năm 1974. Đội bóng mới thăng hạng Al-Zawraa, thành lập năm 1969, giành chức vô địch và cũng đoạt danh hiệu Cúp bóng đá Iraq đầu tiên để hoàn tất cú đúp danh hiệu đầu tiên của bóng đá Iraq. Lý do cho sự chiếm ưu thế của Al-Zawraa là vì Al-Naqil, đội bóng về đích vị trí á quân tại mùa giải 1974–75, giải thể vì khó khăn tài chính, và các cầu thủ gia nhập vào đội bóng mới lên hạng Al-Zawraa, điều đó có nghĩa rằng họ sở hữu nhiều cầu thủ hay nhất của Iraq thời điểm đó từ mùa giải đầu tiên ở giải vô địch.

## Thay đổi tên gọi
- Al-Muwasalat giải thể và Al-Minaa trở lại thành một câu lạc bộ.

## Bảng xếp hạng
| Vị thứ | Đội bóng      | St | T  | H | B  | BT | BB | HS  | Đ  |
| 1      | Al-Zawraa (C) | 24 | 18 | 4 | 2  | 48 | 17 | +31 | 40 |
| 2      | Al-Tayaran    | 24 | 15 | 5 | 4  | 37 | 17 | +20 | 35 |
| 3      | Al-Shorta     | 24 | 14 | 5 | 5  | 41 | 16 | +25 | 33 |
| 4      | Al-Minaa      | 24 | 12 | 7 | 5  | 29 | 18 | +11 | 31 |
| 5      | Al-Baladiyat  | 24 | 9  | 8 | 7  | 29 | 24 | +5  | 26 |
| 6      | Al-Jaish      | 24 | 9  | 7 | 8  | 27 | 21 | +6  | 25 |
| 7      | Al-Iktisad    | 24 | 8  | 7 | 9  | 24 | 28 | –4  | 23 |
| 8      | Al-Jameaa     | 24 | 6  | 8 | 10 | 16 | 24 | –8  | 20 |
| 9      | Al-Sinaa      | 24 | 5  | 9 | 10 | 14 | 28 | –14 | 19 |
| 10     | Al-Hilla      | 24 | 5  | 7 | 12 | 21 | 32 | –11 | 17 |
| 11     | Babil         | 24 | 5  | 7 | 12 | 17 | 34 | –17 | 17 |
| 12     | Diyala        | 24 | 4  | 7 | 13 | 20 | 38 | –18 | 15 |
| 13     | Al-Samawa     | 24 | 2  | 5 | 17 | 14 | 43 | –29 | 9  |

|  | Xuống hạng Iraq Division 1 |

## Vua phá lưới
| Vị thứ | Cầu thủ                     | Bàn thắng | Đội bóng   |
| ------ | --------------------------- | --------- | ---------- |
| 1      | Thamer Yousif               | 13        | Al-Zawraa  |
| 2      | Abdul-Zahra "Zahrawi" Jaber | 12        | Al-Shorta  |
| 3      | Falah Hassan                | 11        | Al-Zawraa  |
| 3      | Kadhim Waal                 | 11        | Al-Tayaran |